# Richard Wielebinski
Richard Wielebinski (ur. 12 lutego 1936 w Pleszewie) – australijski astrofizyk polskiego pochodzenia, wieloletni dyrektor Max-Planck-Institut für Radioastronomie w Bonn.

## Życiorys
Jego rodzina krótko po wybuchu II wojny światowej została wysiedlona z Pleszewa i dostała się do Krakowa, a po wojnie wyemigrowała do Australii. Wielebinski studiował na Uniwersytecie w Tasmanii. Po studiach wyjechał do Laboratorium Cavendisha na Uniwersytecie Cambridge, gdzie współpracował m.in. z Martinem Ryle'm. W latach 1963–1969 pracował na Uniwersytecie w Sydney. W 1969 roku objął funkcję dyrektora Max-Planck-Institut für Radioastronomie w Bonn, pełnił tę funkcję do przejścia na emeryturę w 2004.
Zajmował się głównie radioastronomią, w latach 60. XX wieku, wykonał pomiary polaryzacji promieniowania radiowego Drogi Mlecznej, świadczące o istotnej roli pól magnetycznych w powstawaniu galaktycznej emisji radiowej. Kierowany przez niego zespół sporządził mapy emisji radiowej i polaryzacji Drogi Mlecznej. Był inicjatorem wybudowania największego w Europie radioteleskopu Effelsberg o 100-metrowej średnicy. Kierował również obserwacjami pulsarów na najwyższych częstotliwościach.
19 lutego 1993 otrzymał tytuł doktora honoris causa Uniwersytetu Mikołaja Kopernika, 14 czerwca 2007 Uniwersytetu Jagiellońskiego. 9 września 2008 otrzymał tytuł doctor of engineering honoris causa Uniwersytetu Tasmanskiego. W czerwcu 2014 roku został doktorem honoris causa Uniwersytetu Zielonogórskiego.